# Chet Huntley
Pour les articles homonymes, voir Huntley.
Chet Huntley est un acteur américain, né le 10 décembre 1911 à Cardwell, dans le Montana, et mort le 20 mars 1974 à Bozeman, dans le Montana (États-Unis).

## Filmographie
- 1942 : La Poupée brisée (The Big Street) : Présentateur radio (voix)
- 1943 : Perdue sous les tropiques (Flight for Freedom) de Lothar Mendes : Animateur radio
- 1943 : Pile ou Face (Mr. Lucky) : Voix de l'animateur radio (voix)
- 1943 : Gung Ho! (Gung Ho!: The Story of Carlson's Makin Island Raiders) : Narrateur (voix)
- 1949 : Arctic Manhunt (en) : Narrateur
- 1949 : La Brigade des stupéfiants (Port of New York) : Narrateur
- 1950 : La Voix que vous allez entendre (The Next Voice You Hear...) : Animateur Radio News (voix)
- 1952 : The Pride of St. Louis : Tom Weaver, présentateur de KWK
- 1953 : The Kid from Left Field : Dernier annonceur
- 1954 : La Tour des ambitieux (Executive Suite) : Narrateur
- 1955 : Day the World Ended : Narrateur (voix)
- 1958 : The Bonnie Parker Story : Narrateur hors-écran
- 1960 : American Women... Partners in Research : Hôte